# Polvere - Il grande processo dell'amianto
Polvere - Il grande processo dell'amianto è un film documentario del 2012 diretto da Niccolò Bruna e Andrea Prandstraller. Nel 2012 è stato candidato al premio David di Donatello per il miglior documentario.

## Trama
Cronaca dei primi mesi del processo torinese contro le grandi aziende multinazionali produttrici di amianto, accusate di "strage volontaria e omissione di cautele sanitarie", processo promosso da un gruppo di attivisti di Casale Monferrato.

## Riconoscimenti
- 2008 - Premio Solinas
  - Finalista documentario per il cinema[1]
- 2011 - Euganea Film Festival
  - Premio Parco Colli Euganei[2]
- 2011 - Festival Cinemambiente
  - Secondo premio del concorso documentari italiani
  - Premio speciale Sub-Ti
  - Menzione speciale Legambiente[3]
- 2011 - FIDRA - Festival Internazionale del Reportage Ambientale
  - Menzione speciale
  - Menzione speciale Green Jury
  - Menzione speciale Unifidra[4]
- 2012 - Baghdad International Film Festival
  - Miglior film[5]
- 2012 - Filmambiente - Festival Internacional do Audiovisual Ambiental
  - Miglior film[6]
- 2012 - Maratea Film Festival - La settimana del cinema di Maratea
  - Premio Agamar[7]
- 2012 - David di Donatello
  - Candidatura al David di Donatello per il miglior documentario[8]